# Deutsche Cadre-47/1-Meisterschaft 1977/78

Veranstaltungsort: Düren

Die Deutsche Cadre-47/1-Meisterschaft 1977/78 ist eine Billard-Turnierserie und fand vom 27. bis zum 30. Oktober 1977 in Düren zum zwölften Mal statt.

## Geschichte
Die starke Verbesserung in den letzten beiden Jahren im Cadre 47/1 führte in Düren mit dem Gewinn des deutschen Meistertitels für Thomas Wildförster zu einem verdienten Erfolg. Er zeigte im Turnier kaum Schächen und wurde von keinem anderen Teilnehmer in ernsthafte Schwierigkeiten gebracht. Platz zwei aus dem Vorjahr bestätigte der Bochumer Klaus Hose mit einer starken Leistung. Für den Titelverteidiger Dieter Müller lief das Turnier ein wenig unglücklich. In der Vorrunde verlor er schon knapp mit 273:300 in sechs Aufnahmen gegen Hose. Die große Überraschung war dann aber die klare Niederlage gegen den Münchener Peter Sporer, der für sich mit 60,00 Durchschnitt eine persönliche Bestleistung aufstellte. Trotzdem konnte Müller mit 33,84 seinen eigenen deutschen Rekord im Generaldurchschnitt (GD) verbessern.

## Modus
Gespielt wurde in zwei Vorrundengruppen à 5 Spieler. Die besten drei jeder Gruppe qualifizierten sich für die Endrunde. Das ganze Turnier wurde bis 300 Punkte gespielt.
Die Endplatzierung ergab sich aus folgenden Kriterien:
1. Matchpunkte
2. Generaldurchschnitt (GD)
3. Bester Einzeldurchschnitt (BED)
4. Höchstserie (HS)

## Teilnehmer nach Ausgangsklassement
1. Dieter Müller (Billard-Akademie Berlin) (Titelverteidiger)
2. Dieter Wirtz (Düsseldorfer Bfr. 54)
3. Peter Sporer (BSV München)
4. Klaus Hose (DBC Bochum 1926)
5. Norbert Ohagen (BSV Velbert)
6. Thomas Wildförster (BSV Velbert)
7. Otto Wallraf (Kölner BC 1908)
8. Günter Siebert (BC „Pack'n an“ Hattingen)
9. Wolfgang Zenkner (BSV München)
10. Fritz Günther (BA Saar 05 Saarbrücken)

## Vorrunde
| MP    | Match Points (Sieger = 2; Unentschieden = 1; Verlierer = 0) |
| Pkte. | Erzielte Karambolagen                                       |
| Aufn. | Benötigte Versuche                                          |
| GD    | Generaldurchschnitt                                         |
| BED   | Bester Einzeldurchschnitt eines Spielers                    |
| HS    | Höchstserie                                                 |
|       | Bester GD des Turniers                                      |
|       | Bester ED des Turniers                                      |
|       | Beste HS des Turniers                                       |
|       | 1. Platz (Gold)                                             |
|       | 2. Platz (Silber)                                           |
|       | 3. Platz (Bronze)                                           |

| Platz                      | Name             | MP  | Pkte. | Aufn. | GD    | BED   | HS  |
| -------------------------- | ---------------- | --- | ----- | ----- | ----- | ----- | --- |
| 1                          | Dieter Müller    | 6:2 | 1173  | 32    | 36,65 | 75,00 | 186 |
| 2                          | Klaus Hose       | 6:2 | 1199  | 40    | 29,97 | 50,00 | 128 |
| 3                          | Günter Siebert   | 4:4 | 1030  | 57    | 18,07 | 60,00 | 140 |
| 4                          | Norbert Ohagen   | 4:4 | 888   | 50    | 17,76 | 20,00 | 158 |
| 5                          | Wolfgang Zenkner | 0:8 | 528   | 41    | 12,88 | –     | 67  |
| Gruppendurchschnitt: 21,90 |                  |     |       |       |       |       |     |

| Platz                      | Name               | MP  | Pkte. | Aufn. | GD    | BED   | HS  |
| -------------------------- | ------------------ | --- | ----- | ----- | ----- | ----- | --- |
| 1                          | Thomas Wildförster | 8:0 | 1200  | 52    | 32,07 | 50,00 | 183 |
| 2                          | Dieter Wirtz       | 6:2 | 965   | 39    | 24,74 | 42,85 | 135 |
| 3                          | Peter Sporer       | 3:5 | 857   | 79    | 10,84 | 13,04 | 116 |
| 4                          | Fritz Günther      | 3:5 | 818   | 90    | 9,09  | 9,37  | 62  |
| 5                          | Otto Wallraf       | 0:8 | 664   | 92    | 7,21  | –     | 59  |
| Gruppendurchschnitt: 12,79 |                    |     |       |       |       |       |     |

## Endrunde

### 5. Spielrunde
| Name               | MP  | Pkte. | Aufn. | GD    | BED   | HS |
| ------------------ | --- | ----- | ----- | ----- | ----- | -- |
| Thomas Wildförster | 2:0 | 300   | 10    | 30,00 | 30,00 | 71 |
| Günter Siebert     | 0:2 | 185   | 10    | 18,50 | –     | 72 |

| Name          | MP  | Pkte. | Aufn. | GD    | BED   | HS  |
| ------------- | --- | ----- | ----- | ----- | ----- | --- |
| Dieter Müller | 0:2 | 82    | 5     | 16,40 | –     | 52  |
| Peter Sporer  | 2:0 | 300   | 5     | 60,00 | 60,00 | 192 |

| Name         | MP  | Pkte. | Aufn. | GD    | BED   | HS  |
| ------------ | --- | ----- | ----- | ----- | ----- | --- |
| Klaus Hose   | 2:0 | 300   | 4     | 75,00 | 75,00 | 143 |
| Dieter Wirtz | 0:2 | 71    | 4     | 17,75 | –     | 51  |

### 6. Spielrunde
| Name           | MP  | Pkte. | Aufn. | GD    | BED   | HS  |
| -------------- | --- | ----- | ----- | ----- | ----- | --- |
| Günter Siebert | 1:1 | 300   | 6     | 50,00 | 50,00 | 150 |
| Dieter Wirtz   | 1:1 | 300   | 6     | 50,00 | 50,00 | 116 |

| Name         | MP  | Pkte. | Aufn. | GD    | BED   | HS  |
| ------------ | --- | ----- | ----- | ----- | ----- | --- |
| Peter Sporer | 0:2 | 129   | 13    | 9,92  | –     | 75  |
| Klaus Hose   | 2:0 | 300   | 13    | 23,07 | 23,07 | 105 |

| Name               | MP  | Pkte. | Aufn. | GD    | BED   | HS  |
| ------------------ | --- | ----- | ----- | ----- | ----- | --- |
| Thomas Wildförster | 2:0 | 300   | 6     | 50,00 | 50,00 | 183 |
| Dieter Müller      | 0:2 | 171   | 6     | 28,50 | –     | 57  |

### 7. Spielrunde
| Name           | MP  | Pkte. | Aufn. | GD    | BED   | HS  |
| -------------- | --- | ----- | ----- | ----- | ----- | --- |
| Günter Siebert | 2:0 | 300   | 8     | 37,50 | 37,50 | 112 |
| Peter Sporer   | 0:2 | 90    | 8     | 11,25 | –     | 45  |

| Name          | MP  | Pkte. | Aufn. | GD    | BED   | HS  |
| ------------- | --- | ----- | ----- | ----- | ----- | --- |
| Dieter Müller | 2:0 | 300   | 8     | 37,50 | 37,50 | 256 |
| Dieter Wirtz  | 0:2 | 145   | 8     | 18,13 | –     | 104 |

| Name               | MP  | Pkte. | Aufn. | GD    | BED   | HS  |
| ------------------ | --- | ----- | ----- | ----- | ----- | --- |
| Klaus Hose         | 0:2 | 119   | 8     | 14,88 | –     | 45  |
| Thomas Wildförster | 2:0 | 300   | 8     | 37,50 | 37,50 | 141 |

## Abschlusstabelle
| MP    | Match Points (Sieger = 2; Unentschieden = 1; Verlierer = 0) |
| Pkte. | Erzielte Karambolagen                                       |
| Aufn. | Benötigte Versuche                                          |
| GD    | Generaldurchschnitt                                         |
| BED   | Bester Einzeldurchschnitt eines Spielers                    |
| HS    | Höchstserie                                                 |
|       | Bester GD des Turniers                                      |
|       | Bester ED des Turniers                                      |
|       | Beste HS des Turniers                                       |
|       | 1. Platz (Gold)                                             |
|       | 2. Platz (Silber)                                           |
|       | 3. Platz (Bronze)                                           |

| Klassement                 | Klassement         | Klassement | Klassement | Klassement | Klassement | Klassement | Klassement | Klassement |
| Platz                      | Name               | MP         | Pkte.      | Aufn.      | GD         | BED        | HS         |            |
| -------------------------- | ------------------ | ---------- | ---------- | ---------- | ---------- | ---------- | ---------- | ---------- |
| 1                          | Thomas Wildförster | 14:0       | 2100       | 76         | 27,63      | 50,00      | 183        |            |
| 2                          | Klaus Hose         | 10:4       | 1918       | 65         | 29,50      | 75,00      | 143        |            |
| 3                          | Dieter Müller      | 8:6        | 1726       | 51         | 33,84      | 75,00      | 256        |            |
| 4                          | Dieter Wirtz       | 7:7        | 1481       | 57         | 25,98      | 50,00      | 135        |            |
| 5                          | Günter Siebert     | 7:7        | 1815       | 81         | 22,40      | 60,00      | 150        |            |
| 6                          | Peter Sporer       | 5:9        | 1376       | 105        | 13,10      | 60,00      | 192        |            |
| 7                          | Norbert Ohagen     | 4:4        | 888        | 50         | 17,76      | 20,00      | 158        |            |
| 8                          | Fritz Günther      | 3:5        | 818        | 90         | 9,09       | 9,37       | 62         |            |
| 9                          | Wolfgang Zenkner   | 0:8        | 528        | 41         | 12,88      | –          | 67         |            |
| 10                         | Otto Wallraf       | 0:8        | 664        | 92         | 7,21       | –          | 59         |            |
| Turnierdurchschnitt: 18,80 |                    |            |            |            |            |            |            |            |